# Середня вага в боксі
Середня вага (англ. middleweight) — вагова категорія у боксі. Виступають боксери до 72,6 кг.(160 фунтів).

## Чемпіони
Чоловіки
| Організація | Дата здобуття  | Чемпіон            | Рекорд         | Захисти |
| ----------- | -------------- | ------------------ | -------------- | ------- |
| WBA (Super) | 9 березня 2023 | Ерісланді Лара     | 31–3–3 (19 KO) | 2       |
| WBC         | 8 травня 2024  | Карлос Адамес      | 24–1-1 (18 KO) | 2       |
| IBF         | 14 жовтня 2023 | Жанібек Алімханули | 17–0 (12 KO)   | 4       |
| WBO         | 26 серпня 2022 | Жанібек Алімханули | 17–0 (12 KO)   | 2       |

Жінки
| Організація | Дата здобуття     | Чемпіон        | Рекорд      | Захисти |
| ----------- | ----------------- | -------------- | ----------- | ------- |
| WBA         | 22 червня 2018    | Кларесса Шилдс | 14-0 (2 KO) |         |
| WBC         | 17 листопада 2018 | Кларесса Шилдс | 14-0 (2 KO) |         |
| IBF         | 22 червня 2018    | Кларесса Шилдс | 14-0 (2 KO) |         |
| WBO         | 15 жовтня 2022    | Кларесса Шилдс | 14-0 (2 KO) |         |

## Рейтинги

### The Ring
Станом на 2 червня 2022.
Легенда:
 Ч  Чинний чемпіон світу за версію журналу The Ring
| Ранг | Ім'я                 | Рекорд (W–L–D) | Титул(и) |
| ---- | -------------------- | -------------- | -------- |
| Ч    | вакантний            |                |          |
| 1    | Геннадій Головкін    | 42–1–1 (37 KO) | IBF, WBA |
| 2    | Джермалл Чарло       | 32–0 (22 KO)   | WBC      |
| 3    | Деметріус Ендред     | 31–0 (19 KO)   | WBO      |
| 4    | Хайме Мунгуя         | 39–0 (31 KO)   |          |
| 5    | Жанібек Алімханули   | 12–0 (8 KO)    |          |
| 6    | Кріс Юбенк-молодший  | 32–2 (23 KO)   |          |
| 7    | Рьота Мурата         | 16–3 (13 KO)   |          |
| 8    | Карлос Адамес        | 21–1 (16 KO)   |          |
| 9    | Сергій Дерев'янченко | 13–4 (10 KO)   |          |
| 10   | Ерісланді Лара       | 29–3–3 (17 KO) |          |

### BoxRec
Станом на 23 серпня 2022.
| Ранг | Ім'я                 | Рекорд (W–L–D) | Титул(и) |
| ---- | -------------------- | -------------- | -------- |
| 1    | Геннадій Головкін    | 42–1–1 (36 KO) | IBF, WBA |
| 2    | Кріс Юбенк-молодший  | 32–2 (23 KO)   |          |
| 3    | Хайме Мунгуя         | 40–0 (32 KO)   |          |
| 4    | Карлос Адамес        | 21–1 (16 KO)   |          |
| 5    | Сергій Дерев'янченко | 14–4 (10 KO)   |          |
| 6    | Майкл Зерафа         | 30–4 (19 KO)   |          |
| 7    | Ерісланді Лара       | 29–3–3 (17 KO) |          |
| 8    | Жанібек Алімханули   | 12–0 (8 KO)    |          |
| 9    | Мейрім Нурсултанов   | 17–0 (10 KO)   |          |
| 10   | Вінсент Фейгенбут    | 34–3 (30 KO)   |          |
| 11   | Рьота Мурата         | 16–3 (13 KO)   |          |

## Найдовші чемпіонські терміни
Станом на 14 жовтня 2022.
Легенда:
     Чинний чемпіон світу.
| №   | Боксер            | Чемпіонський термін             | Титул                 | Успішних захистів | Переможено суперників | Бої           |
| --- | ----------------- | ------------------------------- | --------------------- | ----------------- | --------------------- | ------------- |
| 1.  | Бернард Гопкінс   | 10 років, 2 місяці, 18 днів     | IBF, WBA, WBC, WBO    | 20                | 17                    | [ 4 ]         |
| 2.  | Томмі Раян        | 8 років, 7 місяців, 4 дні       | World                 | 6                 | 6                     | [ 5 ] [ 6 ]   |
| 3.  | Геннадій Головкін | 8 років, 1 місяць, 1 день       | WBA (Super), IBF, WBC | 22                | 19                    | [ 7 ]         |
| 4.  | Тоні Зейл         | 6 років, 11 місяців, 24 дні     | NBA (current WBA)     | 4                 | 4                     | [ 8 ]         |
| 5.  | Карлос Монсон     | 6 років, 9 місяців, 9 днів      | WBA, WBC              | 14                | 11                    | [ 9 ] [ 10 ]  |
| 6.  | Марвін Гаглер     | 6 років, 7 місяців, 10 днів     | WBC, WBA, IBF         | 12                | 10                    | [ 11 ]        |
| 7.  | Джек Демпсі       | 6 років, 6 місяців, 15 днів     | World                 | 2                 | 2                     | [ 12 ]        |
| 8.  | Фелікс Штурм      | 5 років, 4 місяці, 4 дні        | WBA                   | 12                | 10                    |               |
| 9.  | Джермалл Чарло    | 5 років, 9 місяців та 1 тиждень | WBC                   | 4                 | 4                     | [ 13 ]        |
| 10. | Деметріус Ендред  | 3 роки, 10 місяців, 12 днів     | WBO                   | 5                 | 5                     | [ 14 ]        |
| 11. | Боб Фіцсіммонс    | 3 роки, 8 місяців, 12 днів      | World                 | 1                 | 1                     | [ 15 ] [ 16 ] |
| 12. | Артур Абрахам     | 3 роки, 7 місяців, 2 дні        | IBF                   | 10                | 10                    | [ 17 ]        |

## Олімпійські чемпіони
- 1904:  Чарльз Маєр
- 1908:  Джонні Дуглас
- 1920:  Гаррі Маллін
- 1924:  Гаррі Маллін
- 1928:  П'єро Тоскані
- 1932:  Кармен Барт
- 1936:  Жан Деспо
- 1948:  Папп Ласло
- 1952:  Флойд Паттерсон
- 1956:  Геннадій Шатков
- 1960:  Едвард Крук
- 1964:  Валерій Попенченко
- 1968:  Кріс Фіннеган
- 1972:  В'ячеслав Лемешев
- 1976:  Майкл Спінкс
- 1980:  Хосе Гомес Мастельєр
- 1984:  Сін Чун Соп
- 1988:  Генрі Маске
- 1992:  Аріель Ернандес
- 1996:  Аріель Ернандес
- 2000:  Хорхе Гутьєррес
- 2004:  Гайдарбек Гайдарбеков
- 2008:  Джеймс Дегейл
- 2012:  Мурата Рьота
- 2016:  Арлен Лопес
- 2020:  Еберт Консейсау